# シュガーバイン/Two weeks to death
「シュガーバイン/Two weeks to death」（ - /トゥー・ウィークス・トゥ・デス）は、つるの剛士の3枚目のシングル。2010年10月20日にポニーキャニオンから発売された。

## 解説
前作「メダリスト」から1ヶ月後の発売で、2度目となる両A面シングル。初のオリジナル・アルバム『つるばむ』と同日発売で、本作の2曲はアルバム未収録である。
2010年8月11日に逗子マリーナで行われたつるの主催の『つるロックフェスティバル2010』をきっかけに新レーベル「つるロックレーベル」を発足、その第1弾シングルとして発表された。自身の姿のないジャケットデザインのCD作品は初めてである。
「シュガーバイン」は、つるのがパーソナリティーを務めていたラジオ番組『BPR5000』の出演をきっかけに交友のある、the pillowsの山中さわおが作詞・作曲ほかプロデュースを担当。編曲・演奏をthe pillowsが担当している。
「Two weeks to death」は、『つるロックフェスティバル2010』に出演したヘヴィメタルバンド・ELECTRIC EEL SHOCKとのコラボレーションによって制作された。（本作発売より）10年以上前に自作したという、ほとんどが英語詞のヘヴィメタル調の楽曲。「ツクツクボーシ」というコーラスなど、自身が趣味としてよく挙げる“セミ”がテーマとなっている。2012年11月に発売されたcicadasのアルバム『cicadas』にリアレンジされた「Two weeks No death」収録された。
2曲ともミュージックビデオは発表されていないが、『つるばむ』の付属DVDに「シュガーバイン 特別映像」としてレコーディングの模様が収録されている。
2010年11月28日にタワーレコード渋谷店にてインストアイベントが行われ、つるのとELECTRIC EEL SHOCKによる「Two weeks to death」、つるのと山中のセッションによる「シュガーバイン」が披露された。そこで山中から「the pillowsのファンから、セルフカバーして欲しいという意見がある」と明かされ、その意欲があることも語られた。

## 収録曲
1. シュガーバイン
  - 作詞・作曲：山中さわお、編曲：the pillows
2. Two weeks to death
  - 作詞・作曲・編曲：つるの剛士 / ELECTRIC EEL SHOCK